# Insigne de combat de l'artillerie antiaérienne
L'insigne de combat de l'artillerie antiaérienne, (en allemand, Flakkampfabzeichen), est une décoration militaire allemande du Troisième Reich. Elle fut créée le 10 janvier 1941 pour récompenser les personnels de la défense antiaérienne de la Luftwaffe.

## Attribution
L'obtention de cet insigne était attribué selon un système de points, il fallait seize points pour l'obtenir.
Le barème d'attribution des points était le suivant :
- Un avion abattu sans assistance valait 4 points.
- Un avion abattu avec assistance valait 2 points.
- Les membres des équipes de radar gagnaient 1 point par détection réussie.

Ce barème de points fut modifié plus tard pour inclure:
- L'attribution automatique de l'insigne après 5 actions même si aucun avion n'est abattu.
- L'attribution automatique de l'insigne après 3 actions si au moins un avion a été abattu.
- L'attribution automatique de l'insigne pour un chef de batterie antiaérienne si au moins la moitié de ses hommes l'ont reçu.
- Il peut aussi être décerné pour des actions individuelles ne pouvant justifier l'attribution de la croix de fer 2de classe ou de la croix du Mérite de guerre 2de classe.
- Il pouvait être attribué en cas de victoire sur des objectifs terrestres ou navals, cette disposition fut annulée en 1942 après la création de l'Insigne de combat terrestre de la Luftwaffe.

L'insigne a cessé d'être accordé à la fin du régime nazi en Allemagne en 1945.

## Description
L'insigne fut dessiné par Wilhelm Ernst Peekhaus, il est composé d'une couronne de feuilles de chêne ovale surmontées d'un aigle en vol tenant entre ses serres un swastika.
Le motif au centre représente une pièce antiaérienne de 88 mm dont le canon pointe en haut vers la droite.
Il existe aussi une version en tissu brodée de cet insigne.

## Port
L'insigne devait être porté sur la poche gauche de la veste (ou de la chemise) sous la croix de fer, si celle-ci est présente.

## Après-guerre
Conformément à la loi sur les titres, ordres et décorations du 26 juillet 1957, le port de l'insigne de combat de l'artillerie antiaérienne dans la version du Troisième Reich dans la République fédérale d'Allemagne a été autorisé, à condition que la Svastika (croix gammée) soit enlevée.